# Hantai (köpinghuvudort i Kina, Hebei Sheng, lat 38,32, long 114,84)
Hantai är en köpinghuvudort i Kina. Den ligger i provinsen Hebei, i den norra delen av landet, omkring 220 kilometer sydväst om huvudstaden Peking. Antalet invånare är 72 633. Befolkningen består av 36 048 kvinnor och 36 585 män. Barn under 15 år utgör 20,0 %, vuxna 15-64 år 72 %, och äldre över 65 år 7,0 %.
Runt Hantai är det mycket tätbefolkat, med 1 221 invånare per kvadratkilometer. Hantai är det största samhället i trakten. Trakten runt Hantai består till största delen av jordbruksmark.
Genomsnittlig årsnederbörd är 702 millimeter. Den regnigaste månaden är juli, med i genomsnitt 228 mm nederbörd, och den torraste är januari, med 4 mm nederbörd.